# Missionierende Religion
Eine missionierende Religion (von lateinisch missio, „(Aus-)Sendung“, übertragen „Auftrag“) oder Verkündigungsreligion ist eine Religion, die ihre Botschaft aktiv verbreitet. Anhänger glauben sich dazu berufen, Nichtgläubige und Andersgläubige von der Wahrheit ihrer Botschaft zu überzeugen (universale Wahrheit, siehe auch: Universalreligion). Mission geschieht heutzutage vorwiegend als Werbung durch Predigten, Vorträge, Verbreitung von Schriften, Hausbesuche, private Gespräche und mit Hilfe moderner Massenmedien.
Vor allem das Christentum und der Islam (Daʿwa) zählen zu den missionierenden Religionen, teilweise auch Bewegungen aus dem Bereich des Hinduismus und Buddhismus. Oft wird Mission ausschließlich auf die Verbreitung des christlichen Glaubens bezogen.
Einige Formen des Monotheismus, wie beispielsweise die Religion der Drusen und der Jesiden, sowie polytheistische, pantheistische und animistische Lokalreligionen sind von ihrem Selbstverständnis her nicht missionarisch und kennen auch keine Möglichkeit des Übertritts. Bei Drusen und Jesiden spielt dabei eine Rolle, dass im Bereich des Islams keine Mission geduldet wird. Das Judentum spielt insofern eine Sonderrolle, als hier die Missionierung ebenfalls nicht vorgesehen, die Konversion einzelner (Gijur) jedoch möglich ist.
Im Christentum gilt das 19. Jahrhundert als das „große Jahrhundert der Weltmission“. Der Yale-Professor Kenneth Scott Latourette konstatiert: „Mit dem 19. Jahrhundert begann seine [des Christentums] größte geographische Ausbreitung weltweit.“ Er beschreibt den Zusammenhang zwischen der Ausbreitung des Christentums und der Ausdehnung des globalen Handels. Die starke Ausbreitung des Christentums und neue Religionen wie die Bahai führten 1893 zum ersten Weltparlament der Religionen in Chicago, wo u. a. der Hinduismus mit neuen missionarischen Ansprüchen auftrat. Mit Beginn des 20. Jahrhunderts und dem Aufkommen der Pfingstbewegung ab 1909 brach vor allem im Christentum eine weitere Verstärkung missionarischer Aktivitäten an.
Ethnische Religionen kennen keinen missionarischen Auftrag.

## Geschichte und Entwicklung

### Zoroastrismus
Als älteste missionierende Religion gilt der Zoroastrismus, der sich unter Einfluss von Zarathustra Ende des 2. Jahrtausends v. Chr. von Iran aus zu verbreiten begann. Er war es, der erstmals in der Religionsgeschichte andere Religionen als falsch bezeichnete. Von Zarathustra wird gesagt, er habe darum gebetet, dass sein Glaube sich ausweiten möge, dass Häuser, Dörfer, Distrikte und Länder denken, sprechen und handeln mögen gemäß der Gerechtigkeit, die er predigt (Ys xlii 6). Es wird von Wanderpriestern berichtet, die Seite an Seite mit denen arbeiteten, die zu Hause ihren priesterlichen Aufgaben nachkamen (Visp. lii 3, ix 2).

### Judentum
Nach rabbinischer Interpretation soll Abraham als erster Missionar angesehen worden sein (Gen 12,5 ). Im 8. Jahrhundert v. Chr. rief der Prophet Jesaja das Volk Israel dazu auf, ein „Licht für die Völker“ zu sein  (Jes 49,6 ). Unter der Herrschaft der Hasmonäer sollen verschiedene Gruppen zwangsbekehrt worden sein, so z. B. die Idumäer. Kaiser Hadrian bekämpfte jüdische Aufständische (Bar-Kochba-Aufstand 132–136 n. Chr.), vertrieb viele Juden aus Palästina und untersagte die jüdische Mission. Den Sinn der jüdischen Diaspora sahen einige Juden darin, Proselytenwerbung zu betreiben.
Unter dem Druck des Christentums (ab 380 Staatsreligion im Römischen Reich) und des Islams (ab dem 7. Jahrhundert) erlosch die jüdische Mission. Im 10. Jahrhundert schlossen sich große Teile der Chasaren (Südrussland) dem jüdischen Glauben an. Außerdem gab es noch die jüdischen Reiche Himjar, Adiabene sowie im Bereich der Punier und Berber das Reich der Königin Kahina. Insgesamt war die Form der jüdischen Mission weder organisiert noch ging sie von Herrschern aus; sie war eher ein vorsichtiges Werben von Mensch zu Mensch.

### Christentum
Die christliche Mission beruft sich auf Jesu sogenannten Missionsbefehl: „Darum geht zu allen Völkern und macht alle Menschen zu meinen Jüngern; tauft sie auf den Namen des Vaters und des Sohnes und des Heiligen Geistes, und lehrt sie, alles zu befolgen, was ich euch geboten habe“ (Mt 28,19–20a , ähnlich im älteren Evangelium bei Mk 16,15 ). Die Zeit des Wirkens Jesu von Nazareth umfasst die drei Jahre als Wandercharismatiker vor seinem Tod sowie seine Tätigkeit als Wunderheiler. Jesu Wirken im jüdischen Umfeld erfüllte messianische Erwartungen an die Nachfolgedynastien König Davids. Nach Jesu Tod beging die judenchristliche Gemeinde weiterhin das Abendmahl Jesu, entnommen aus der messianischen Interpretation der Pessach-Haggada, und erwartete seine Wiederkehr in einem Umfeld vieler jüdischer Gemeinden in Kleinasien, Griechenland und Italien. Diese Zeit war gekennzeichnet durch aktive Propaganda und Proselytenwerbung (siehe auch Urchristentum).
Die Loslösung vom Judentum setzte mit der paulinischen Theologie und Mission (um 50 n. Chr.) ein – die entscheidende neue Phase des Christentums. Paulus von Tarsus, der Jesus nicht leibhaftig begegnet war, sowie seine Mitstreiter und Nachfolger gründeten neue heidenchristliche Gemeinden mit einem gewandelten Missionsverständnis. Die Jerusalemer Urgemeinde, die das Judentum als Basis für das Christentum ansah, verlor gegenüber den stark wachsenden heidenchristlichen Gemeinden zunehmend an Bedeutung und verschwand schließlich. In den folgenden Jahrhunderten führte die fortgesetzte christliche Mission zu einer allmählichen Christianisierung des Römischen Reiches, die in der Spätantike seit Konstantin (konstantinische Wende) schließlich zum Aufstieg des Christentums zur Reichsreligion und zur Entstehung einer römischen Reichskirche führte.
Im Frühmittelalter warben insbesondere die iro-schottischen Wandermönche für den christlichen Glauben. Die Kreuzzüge waren kein Akt der Missionierung, sondern ein Versuch, die islamische Expansion zurückzudrängen und die heiligen Stätten in Jerusalem für die Christenheit zurückzuerobern.
Die Reconquista auf der Iberischen Halbinsel diente der Zurückdrängung des muslimischen Machtbereichs in Al-Andalus und wurde 1492 abgeschlossen. Die anschließende Tätigkeit der Konquistadoren vor allem aus Spanien war ausdrücklich mit dem Auftrag zur Christianisierung verbunden. In Lateinamerika versuchten katholische Missionare, „Seelen zu retten“. Dabei gab es humane Versuche wie die Jesuitenreduktionen, aber auch brutales Überstülpen fremder Kultur durch die Eroberer. Später wurde Mission in Verbindung mit dem Kolonialismus betrieben.

### Islam
Nach den klassischen Lehren des sunnitischen Islams sind Muslime aufgefordert, den Islam durch Daʿwa weltweit zu verbreiten. Klassischerweise wird die Bevölkerung über eine Botschaft an den Herrscher aufgefordert, den Islam anzunehmen. Geschieht das nicht, wird dies als Berechtigung zur „Öffnung“ (arabisch futuhat), das heißt zur Eroberung der entsprechenden Länder durch militärische Anstrengung (Dschihad), gesehen. Missionarische Tätigkeiten im Bereich des Islam werden als Angriff auf den Islam gewertet und sind deshalb verboten. Bis heute sind christliche Missionsbestrebungen in fast allen islamischen Ländern kaum möglich. Das gilt auch für andere islamische Strömungen, wie beispielsweise die Schia oder die Ahmadiyya-Gemeinschaft.

### Manichäismus
Der Manichäismus war missionierend; er verbreitete sich bis nach Afrika, Gallien, Syrien und wurde im 8. Jahrhundert in Turkestan Staatsreligion.

### Hinduismus, Buddhismus und andere süd- und ostasiatische religiöse Bewegungen
In Auseinandersetzung mit sozio-kulturellen und religiösen Einflüssen aus Europa und den USA bildeten sich so auch im Hinduismus und Buddhismus Reformansätze heraus, die eine dogmatische Fixierung von Lehrinhalten und heiligen Texten, einen allgemeinen Gültigkeitsanspruch und so auch aktive Missionsbestrebungen unterstützten. Oft ging es dabei um die Rückgewinnung früherer Konvertiten aus der eigenen Religion, dieser Anspruch wurde jedoch zuweilen sehr weit ausgedehnt, so dass z. B. der Arya Samaj im Indien Ende des 19. und Anfang des 20. Jahrhunderts fast alle Einwohner als frühere Hindus und somit als legitime Missionsgruppe betrachtete. Da sich die Missionsbemühungen des Arya Samaj jedoch auch gegen die traditionellen brahmanischen Eliten und das Kastensystem wandten, stießen sie auf häufig sehr entschiedenen Widerstand in weiten Teilen der Bevölkerung und gingen so ab Mitte der 1920er Jahre zurück.
Scheiterten die Agitatoren des frühen 20. Jahrhunderts in der Hindu-Mehrheitsgesellschaft noch weitgehend am Einfluss brahmanischer Eliten und traditioneller Wertesysteme, so haben die Missionierungsbewegungen hindu-nationalistischer Kräfte unter den „Stammesbevölkerungen“ Indiens (adivasi) seit Ende der 1980er Jahre eine tiefgreifende Wirkung für das kulturelle Erbe der betroffenen Gruppen. Etablierte kulturelle Traditionen (vor allem auch Geschlechterbilder) werden umgedeutet hin zu einer vereinheitlichten Hindu-Kultur mit fremden Göttern (Rama, Krishna, Hanuman) und androzentrischen (Männer und Männlichkeit hervorhebenden) Gesellschaftsvorstellungen und Weltbildern. Diese Art von ideologischer Einflussnahme, obwohl sie stark politisch motiviert ist (als Werbung potenzieller Wähler für die hindunationalistische Partei der BJP), ist dennoch im weiteren Sinne als Missionierung zu betrachten, da eine dauerhafte Bindung an ein (stark auch religiös fundiertes) Weltbild angestrebt wird, das explizit anderen Religionszugehörigkeiten gegenübergestellt wird. Immer wieder gibt es von hindu-nationalistischen Agitatoren angestiftete Ausschreitungen gegen religiöse Minderheiten (vor allem Muslime und Christen).
Einige hinduistische und buddhistische, sowie andere süd- und ostasiatische Gruppen sind vor allem seit dem Ende der 1960er Jahre in westlichen Ländern und zunehmend auch weltweit (Osteuropa, Japan) missionarisch tätig. Große Bekanntheit erlangt hat beispielsweise die Internationale Gesellschaft für Krishna-Bewusstsein (ISKCON), im Westen besser bekannt als Hare-Krishna-Bewegung, die das Krishna-Bewusstsein verbreiten will.
International missionarisch tätig aus dem hinduistisch-buddhistischen oder weiteren ostasiatischen Bereich sind oder waren auch Ananda Marga, Brahma Kumaris Ōmoto, Ōmu Shinrikyō, Sahaja Yoga, Sant Mat, Shinnyo-En, Sōka Gakkai, Tenrikyō und andere, sowie weitere spirituelle Lehrer und Gurus aus diesem Bereich.